# Coppa Sudamericana 2002
La Coppa Sudamericana 2002 è stata la prima edizione del torneo. La manifestazione è stata vinta dal San Lorenzo nella doppia finale contro l'Atlético Nacional.

## Risultati

### Fase preliminare
| Squadra 1                              | Totale                   | Squadra 2                | Andata                   | Ritorno                  |
| Preliminari in Venezuela               | Preliminari in Venezuela | Preliminari in Venezuela | Preliminari in Venezuela | Preliminari in Venezuela |
| -------------------------------------- | ------------------------ | ------------------------ | ------------------------ | ------------------------ |
| Deportivo Táchira                      | 0 - 5                    | Monagas SC               | 0 - 2                    | 0 - 3                    |
| Preliminare I in Argentina             |                          |                          |                          |                          |
| Racing Club                            | 1 - 0                    | River Plate              | 1 - 0                    | 0 - 0                    |
| Preliminari II in Argentina            |                          |                          |                          |                          |
| Gimnasia (LP)                          | 3 - 1                    | Boca Juniors             | 3 - 1                    | 0 - 0                    |
| Preliminari in Uruguay                 |                          |                          |                          |                          |
| Danubio                                | 1 - 3                    | Nacional                 | 1 - 1                    | 0 - 2                    |
| Preliminari in Venezuela/Copa Mercosur |                          |                          |                          |                          |
| Monagas SC                             | 1 - 8                    | San Lorenzo              | 0 - 3                    | 1 - 5                    |
| Preliminari in Cile                    |                          |                          |                          |                          |
| Cobreloa                               | 2 - 4                    | Santiago Wanderers       | 0 - 1                    | 2 - 3                    |
| Preliminari in Perú/Ecuador            |                          |                          |                          |                          |
| Aucas                                  | 1 - 3                    | Barcelona SC             | 1 - 2                    | 0 - 1                    |
| Alianza Lima                           | 2 - 0                    | Universitario            | 1 - 0                    | 1 - 0                    |
| Barcelona SC                           | 2 - 2 (5 - 6 dcr.)       | Alianza Lima             | 1 - 0                    | 1 - 2                    |
| Preliminari in Paraguay/Bolivia        |                          |                          |                          |                          |
| Bolívar                                | 4 - 3                    | Oriente Petrolero        | 4 - 2                    | 0 - 1                    |
| Cerro Porteño                          | 0 - 3                    | Libertad                 | 0 - 1                    | 0 - 2                    |
| Bolívar                                | 3 - 1                    | Libertad                 | 2 -0                     | 1 - 1                    |
| Preliminari in Colombia                |                          |                          |                          |                          |
| Atlético Nacional                      | 3 - 1                    | América                  | 1 - 0                    | 2 - 1                    |

## Quarti di finale
| Squadra 1         | Totale             | Squadra 2          | Andata | Ritorno |
| ----------------- | ------------------ | ------------------ | ------ | ------- |
| Alianza Lima      | 2 - 3              | Nacional           | 1 - 0  | 1 - 3   |
| San Lorenzo       | 3 - 3 (4 - 3 dcr.) | Racing Club        | 3 - 1  | 0 - 2   |
| Atlético Nacional | 2 - 2 (6 - 5 dcr.) | Santiago Wanderers | 2 - 1  | 0 - 1   |
| Bolívar           | 4 - 3              | Gimnasia (LP)      | 4 - 1  | 0 - 2   |

## Semifinali
| Squadra 1         | Totale            | Squadra 2   | Andata | Ritorno |
| ----------------- | ----------------- | ----------- | ------ | ------- |
| Bolívar           | 4 - 5             | San Lorenzo | 2 - 1  | 2 - 4   |
| Atlético Nacional | 3 - 3 (5 - 3 dcr) | Nacional    | 2 - 1  | 1 - 2   |

## Finale
| Squadra 1         | Totale | Squadra 2   | Andata | Ritorno |
| ----------------- | ------ | ----------- | ------ | ------- |
| Atlético Nacional | 0 - 4  | San Lorenzo | 0 - 4  | 0 - 0   |

## Classifica marcatori
| Pos | Giocatore         | Squadra           | Gol |
| --- | ----------------- | ----------------- | --- |
| 1°  | Gonzalo Galindo   | Bolívar           | 4   |
| 2°  | Pierre Webó       | Nacional          | 4   |
| 3°  | Rodrigo Astudillo | San Lorenzo       | 4   |
| 4°  | Joaquín Botero    | Bolívar           | 3   |
| 5°  | Martín Echeverría | Atlético Nacional | 3   |
| 6°  | Richard Morales   | Nacional          | 3   |
| 7°  | Alberto Acosta    | San Lorenzo       | 3   |
| 8°  | Carlos Cordone    | San Lorenzo       | 3   |